# 津田知信
津田 知信（つだ とものぶ）は、安土桃山時代から江戸時代前期にかけての武士・尾張藩士。

## 略歴
織田藤左衛門家（小田井織田氏）の織田忠辰の次男として誕生。
豊臣秀頼に仕えた後、慶長17年（1612年）に徳川家康に駿府城で仕える。のち、尾張藩主徳川義直に附属となる（馬廻組）、石高1000石。
寛永21年（1644年）に病死した。享年47。子孫は尾張藩士として存続し、嫡子・信正が跡を継いだ。次男の信之は貫流槍術を開いた。